# Vincenzo Moncada
Vincenzo Moncada Di Giovanni, principe di Calvaruso (Messina, 1732 – Messina, 15 luglio 1805), è stato un nobile, politico e militare italiano.

## Biografia
Nacque a Messina nel 1732 da Guglielmo, IV principe di Calvaruso, e da Girolama Di Giovanni Pagano dei duchi di Saponara. Sposò la cugina Flavia Arduino Di Giovanni, figlia di Pietro, principe di Alcontres, da cui ebbe una sola figlia, Elisabetta. A seguito di quel matrimonio, nel 1762, ebbe maritali nomine investitura dei titoli di Principe di Alcontres, Marchese della Floresta, Marchese di Roccalumera, di barone dell'ufficio di maestro notaro e segretario del tribunale del Real Patrimonio, e nel 1765, il titolo di Grande di Spagna.
Alla morte del padre ereditò il titolo di Principe di Calvaruso, di cui ebbe investitura il 1º agosto 1767.  Il Moncada ebbe un'importante carriera militare, avuta inizio nel 1754, quando fu nominato colonnello-proprietario del reggimento provinciale di fanteria Valdemone. Dal 1765, comandò il reggimento Girgenti con il grado di colonnello, e dal 1772 con il grado di brigadiere. Terminò la sua carriera militare nel 1775, con il grado di maresciallo di campo del Regi Eserciti del Regno di Napoli e di Sicilia.
Gentiluomo di camera del Re in esercizio dal 1770, il Principe di Calvaruso fu per un breve periodo governatore di Reggio Calabria, e successivamente governatore di Messina dal 1779 al 1784, carica da cui si dimise per ragioni di salute.  Nel 1783, il re Francesco I delle Due Sicilie lo nominò membro della giunta per gli aiuti alla popolazione della zona compresa tra Reggio e Messina, colpita dal violento terremoto in quello stesso anno.
Fece parte della massoneria, a cui aderì a metà XVIII secolo: con il grado massonico di maestro scozzese fu un affiliato della loggia Les Zelés di Napoli, dipendente dalla Gran Loggia Nazionale d'Olanda, di cui il Principe di Calvaruso fu anche presidente.
Morì a Messina il 15 luglio 1805, e con lui si estinse il ramo dei Moncada dei principi di Calvaruso. Il titolo di Principe di Calvaruso passò ai Trigona dei baroni di Mandrascate, con Orietta Stella Moncada sposata a Benedetto Trigona, figlia di Antonio, duca di Castel di Mirto e marchese di Bonagria, e di Maria Amalia Moncada Natoli, sorella maggiore di Francesco, principe di Montecateno, e marito dell'unica figlia Elisabetta, da cui non ebbe figli. Avendo la Stella ereditato il feudo di Calvaruso, il titolo venne riabilitato con il Regno d'Italia da Antonino Trigona Notarbartolo, suo discendente, il quale ne fece richiesta, e gli fu concesso con Regio Decreto del 16 maggio 1912.